# 鳳凰四重奏
《鳳凰四重奏》（英語：Maidens' Vow）是香港電視廣播有限公司拍攝製作的綜合倫理愛情類電視劇，由佘詩曼及馬德鐘領銜主演，故事以清末、五四時代、六十年代末及現代為背景，並以一家食店為主要舞台，講述魏瑜鳳（佘詩曼飾）、汪子君（佘詩曼分飾）、白慧珍（佘詩曼分飾）、戴思嘉（佘詩曼分飾）在不同年代的愛情觀、婚姻關係及遭遇壓力困境面對的故事，從而透視兩性關係及婚姻地位在不同年代的變化。女主角佘詩曼及男主角馬德鐘在劇中都是一人分飾四角演出，此劇題材新穎，故事情節清晰明快、簡潔順暢而且充滿新鮮感，因此第一集播出成績已經不錯。而女主角佘詩曼一人分飾四角的演出更獲一致好評，在萬千星輝頒獎典禮2006，佘詩曼最終大熱勝出更連奪兩獎——「最佳女主角」和「我最喜愛的電視女角色」，成爲香港史上首位雙料視后。

## 劇情概要及演員表

### 清末（1880年－1905年，第1-7集）
劇情概要 : 第一代以清末年間一段盲婚啞嫁婚姻作為故事之序幕。女主角魏瑜鳳（佘詩曼飾）是個知書識禮、外柔內剛、性格堅毅的千金小姐。她與家中的廚師余賜（馬德鐘飾）有段青梅竹馬的感情，可惜因為家道中落，被逼嫁給太史公的兒子汪毓麟（陳鍵鋒飾），瑜鳳被逼為了一段政治婚姻放棄一段大好姻緣。可惜，汪毓麟是個揮霍無道又爛賭的二世祖，很快就把全部家產敗光，且激死了太史公。這時候，余賜已經拜前御膳太監為師，學有所成，余賜希望帶瑜鳳離開太史府過新生活，但瑜鳳不忍心見太史府家散人亡，於是變賣了余賜送給自己的鳳凰玉筷子，開設了一間細小的食肆「鳳凰樓」，且打動余賜出任大廚，希望替毓麟重振家聲。「鳳凰樓」在瑜鳳和余賜的悉心打理下，生意蒸蒸日上，遠近馳名。但毓麟卻依然故我，就算是在瑜鳳臨盆那晚，仍在外面花天酒地。瑜鳳由始至終對毓麟都沒有感情，不過，亦沒有跟余賜有任何越軌的行為，他們之間存在的是友情亦是精神上的愛情，1905年，魏瑜鳳回鄉途中，火車意外出軌爆炸，二人為救對方雙雙死去，二人生前不能夠結合，死後留下一間共同開創的「鳳凰樓」，紀念一段未有開花結果的感情。

#### 主要演员
| 演員   | 角色   | 暱稱／關係 |
| 佘詩曼 | 魏瑜鳳 | 瑜鳳 鳳凰樓餐館創始人之一（另一為余賜） 魏秉藩、宋秀玥之女 余賜青梅竹馬的對象 汪毓麟之妻 汪子君之母 白慧珍之外太婆 戴思嘉之外曾太婆 於第1集與汪毓麟成婚 於第3集因地窖神秘失火一事被指與余賜有染，其後為了拯救余賜而鍥而不捨追查真相並沈冤得雪 於第3集掌摑汪毓麟 於第5集險被英軍開槍打中 於第7集誕下汪子君 於第7集為救余賜而捲入火車意外出軌爆炸身亡 |
| 馬德鐘 | 余 賜  | 余師傅 鳳凰樓餐館大廚兼創始人之一（另一為魏瑜鳳） 余發之子 魏瑜鳳之青梅竹馬對象 曹公公之徒 於第3集因地窖神秘失火一事被指與魏瑜鳳有染，其後魏瑜鳳成功追查真相而逃過一死 於第5集為救魏瑜鳳而被英軍開槍打中身受重傷，其後不辭而別 於第7集為救魏瑜鳳而捲入火車意外出軌爆炸身亡 名字諧音：魚翅                                                           |

#### 其他演員
| 演員   | 角色         | 暱稱／關係 |
| 陳鍵鋒 | 汪毓麟       | 十二少 魏瑜鳳之夫 汪子君之父 白慧珍之外太公 戴思嘉之外曾太公 汪善琦、董帶喜之子 名副其实的“败家仔” 於第1集與魏瑜鳳成婚 於第3集被魏瑜鳳掌摑而知錯悔改 於第6集故態復萌，終日玩樂 曾經戒毒，但不果，於第7集最終下落不明 |
| 秦 煌  | 曹公公       | 前皇宮御膳太監 恭親王府御膳大廚 余賜之師傅 |
| 胡 楓  | 汪善琦       | 太史公 連雅碧、祝銀枝、董帶喜之夫 汪毓麟之父 連仲軒、連仲貴之姐夫 汪子君之爺爺 於第3集因汪毓麟敗光家產而氣急攻心身亡                                                                                                 |
| 劉 丹  | 魏秉藩       | 宋秀玥之夫 魏瑜鳳之父 汪子君之公公 白慧珍之曾太公 戴思嘉之高太公 |
| 商天娥 | 董帶喜       | 汪善琦之三房妻子 汪毓麟之母 魏瑜鳳之三奶奶 汪子君之嬤嬤 於第3集因汪家大火不幸弄傷一腿 |
| 汪 琳  | 容德善       | 連定寶童養媳之妻（已解除婚約） 魏瑜鳳之婢女 暗戀余賜 |
| 白 茵  | 連雅碧       | 汪善琦之元配妻子 連仲軒、連仲貴之家姐 魏瑜鳳之大奶奶 因汪家大火不幸半身不遂 |
| 陳安瑩 | 祝銀枝       | 汪善琦之二房妻子 魏瑜鳳之二奶奶 因汪家大火不幸跌傷頭部而瘋顛 |
| 康 華  | 汪家璋       | 汪善琦、祝銀枝之女 霍培良之妻 魏瑜鳳之姑奶奶 汪毓麟同父異母之家姐 |
| 李岡龍 | 霍培良       | 汪家璋入贅之夫 汪毓麟之姐夫 汪善琦、祝銀枝之婿 魏瑜鳳之姑爺 |
| 陳嘉儀 | 宋秀玥       | 魏秉藩之妻 魏瑜鳳之母 汪子君之婆婆 白慧珍之曾太婆 戴思嘉之高太婆 |
| 麥長青 | 連仲軒       | 舅少 汪毓麟之舅父 連雅碧之弟 連仲貴之兄 於第3集因汪家大火不幸喪生火窟 |
| 李厚賢 | 連定寶       | 寶少 連仲軒之子 容德善之夫（已解除婚約） |
| 張松枝 | 連仲貴       | 連雅碧、連仲軒之弟 連定寶之二叔 |
| 陳霽平 | 花千紅       | 京城名妓 因吸食過量大煙身亡 |
| 陳狄克 | 汪管家       | 汪家總管 |
| 華忠男 | 余 發        | 余賜之父 魏府廚師 |
| 曾健明 | 阿 炳        | 魏府廚房下人 |
| 蕭徽勇 | 阿 福        | 魏府家丁 |
| 劉桂芳 | 鍾 嫂        | 魏府家丁 |
| 湯俊明 | 阿 安        | 鳳凰樓夥計 |
| 戴耀明 | 阿 全        | 鳳凰樓夥計 |
| 李啟傑 | 阿 廣        | 鳳凰樓夥計 |
| 杜大偉 | 阿 財        | 鳳凰樓夥計 |
| 鄭世豪 | 阿 源        | 鳳凰樓夥計 |
| 張漢斌 | 廚 師        | 鳳凰樓廚師 |
| 羅天池 | 食客甲       | |
| 許明志 | 食客乙       | |
| 何慶輝 | 食客丙       | |
| 郭德信 | 食客丁       | |
| 楊鴻俊 |              | 賓 客 |
| 趙敏通 |              | 賓 客 |
| 胡麒豐 |              | 賓 客 |
| 周寶霖 |              | 賓 客 |
| 鍾安妮 |              | 賓 客 |
| 凌禮文 | 九 叔        | 賓 客 |
| 廖麗麗 | 光大媽       | 汪家下人 |
| 卓 躒  |              | 汪家下人 |
| 夏竹欣 | 阿 燕        | 汪府婢女 |
| 沈可欣 | 阿 嬋        | 汪府婢女 |
| 謝珊珊 | 丫 鬟        | 汪府婢女 |
| 謝兆韻 | 丫 鬟        | 汪府婢女 |
| 江梓瑋 | 阿 福        | |
| 蕭徽勇 | 阿 富        | |
| 盧永匡 | 阿 財        | |
| 曾慧雲 | 孔大娘       | 代表汪家向魏家提親的媒婆（第1集） |
|        | 大妗姐       | 第1集 |
| 楊英偉 | 爾 克        | Robert 汪毓麟的死對頭 |
| 王維德 | 爾克手下     | |
| 趙永洪 | 損 友        | |
| 趙永洪 | 鳳凰樓賓客   | |
| 胡麒豐 | 損 友        | |
| 楊鴻俊 | 損 友        | |
| 趙敏通 | 損 友        | |
| 張智軒 | 宗 祺        | |
| 曾梓明 | 阿 東        | |
| 魏惠文 | 藥店老闆     | |
| 蒲茗藍 | 莫公子       | |
| 甘子正 | 凌少爺       | |
| 徐 榮  | 郭公子       | |
| 招石文 | 張老闆       | 麵包店老闆 |
| 何慶輝 | 路人甲       | |
| 陳勉良 | 路人甲       | |
| 趙樂賢 | 路人乙       | |
| 黎秀英 | 路人乙       | |
| 劉天龍 | 連仲貴手下   | |
| 裘卓能 | 連仲貴手下   | |
| 游 飈  | 貧 民        | |
| 梁舜燕 | 慈禧太后     | |
| 蔡倍薇 | 宮女甲       | 慈禧太后之宮女 |
| 鍾安妮 | 宮女乙       | 慈禧太后之宮女 |
| 林栩暘 | 侍衛甲       | 慈禧太后之護衛 |
| 梁繪濠 | 侍衛乙       | 慈禧太后之護衛 |
| 陳積榮 | 侍衛丙       | 慈禧太后之護衛 |
| 鄧永健 | 侍衛丁       | 慈禧太后之護衛 |
| 杜 港  | 翻譯員       | |
| 宋紫盈 | 妓 女        | |
| 黃卓慧 | 妓 女        | |
| 張雪芹 | 妓 女        | |
| 孫慧雪 | 妓 女        | |
| 曾詠琳 | 妓 女        | |
| 陳積榮 | 汪毓麟之友   | |
| 蔡謙述 | 汪毓麟之友   | |
| 陳智燊 | 汪毓麟之友   | |
| 河國榮 | Mr. Robinson | |
| 曾守明 | 龍 哥        | 花千紅債主 |
| 楊證樺 | 虎 哥        | 花千紅債主 |
| 李鴻傑 | 張君博       | 駁骨張 「正骨館」大夫（醫治余賜右手）（第6-7集） |

### 五四時代（1919年－1925年，第7-14集）
劇情概要 : 第二代女主角汪子君（佘詩曼飾）是「鳳凰樓」創辦人瑜鳳之女，是個性格佻皮活潑的高中女生，暗戀一個熱血青年教師李吉祥（馬德鐘飾）。可惜李吉祥已經有個盲婚啞嫁但未過門的妻子，子君不想步母親後塵抱憾終身，於是主動爭取，終於打動吉祥，兩個人為了愛情雙雙私奔到天津過二人世界的生活。可惜，貧賤夫妻百事哀，激情過後，兩夫妻開始因為柴米油鹽等生活鎖事而產生磨擦，加上種種誤會，在一時意氣之下分手，一個重投革命事業，一個回老家打理家族事業。但可惜子君已經遲了一步，「鳳凰樓」因為經營不善被逼要賣盤易手，子君拿著母親留下的食譜悔不當初。就在她最失意的時候重遇吉祥，兩人發現其實心底裡仍是深愛對方，短聚纏綿過後，吉祥要為革命事業再次上路，子君答應吉祥會好好生活下去。之後，子君生了一個女兒，也很努力讀書，成為北大第一個女生。但是吉祥就一去不返，子君一直不肯安神主牌，且跟女兒講：爸爸始終有一日會回來！亂世兒女，生離死別，在中國苦難的年代縱然相愛但是不知有沒有明天，也不知道何時才等到明天！

#### 主要演员
| 演員   | 角色   | 暱稱／關係 |
| 佘詩曼 | 汪子君 | 子君 鳳凰樓第二代傳人→天津戈登咖啡室之服務生→作家 北京大學第一個女畢業生 《鳳鳳佳話》之作者 汪毓麟、魏瑜鳳之女 汪善琦、董帶喜之孫女 李吉祥之妻 莘順之媳 白慧珍之外婆 戴思嘉之外太婆 卿姐之僱主 張莉及杜麗瑾之同學兼好友 在30年代末，把鳳凰樓賣給高大文的爺爺 於第10集刻意安排三次偶遇令李吉祥相信是天賜良緣，並主動向李吉祥表白 於第11集被范禮澤脅持而在糾纏混亂間觸電昏迷，其後被李吉祥救回一命，因而曝露二人關係並與李吉祥雙雙私奔到天津，並經引薦到咖啡廳當侍應 於第13集回到鳳凰樓並收下食譜秘方與鳳凰玉筷，但因為經營不善而被逼要賣盤易手 於第14集被范禮澤與其親信包圍及脅持，生命一度危在旦夕，其後成功被李吉祥救回。後來因為在八年抗戰期間，家人先後離世，而移居香港，在本故事結束時成為一名作家 |
| 馬德鐘 | 李吉祥 | 日本仙台大學醫學系畢業生 莘順之獨子 汪子君之老師兼丈夫 曾是杜淑嫻指腹為婚之未婚夫 徐力漢之友 白慧珍之外公 戴思嘉之外太公 於第10集拒絕汪子君的表白 於第11集拯救昏迷的汪子君，因而曝露二人關係並與汪子君雙雙私奔到天津，並成为礦工 於第13集成为木村太太之業務助手兼翻譯員，實為間諜 於第14集成为革命黨黨員，其後被范禮澤與其親信包圍，但成功救回汪子君。故事結束時，前往把軍閥的罪證交給孫中山，最終下落不明 |

#### 其他演員
| 演員   | 角色               | 暱稱／關係 |
| 商天娥 | 董帶喜             | 鳳凰樓老闆娘 汪善琦之三房妻子 汪毓麟之母 汪子君之祖母 |
| 汪 琳  | 容德善             | 善姨 汪子君之乾娘 暗戀余賜 |
| 姚子羚 | 張 莉              | Lily/大力妹 天津戈登咖啡室之跳舞小姐 汪子君、杜麗瑾之好友兼同學 李吉祥之學生 曾被范禮澤逼去堕胎 於第11集引薦汪子君到咖啡廳當侍應                         |
| 李天翔 | 范禮澤             | 駐京城之少帥（第13-14集） 假冒婦產科醫生 霍培良之遠方親戚 於第11集脅持汪子君 玩弄張莉，并逼其堕胎 於第14集與其親信包圍李吉祥及脅持汪子君，後被李吉祥擊斃 |
| 駱達華 | 徐力漢             | 李吉祥之友 車伕 後逃亡至天津當爌工，實為革命黨黨員 暗戀顧小媚 因一次抗議事件不幸遭亂槍打死（第13集）                                                     |
| 馮素波 | 莘 順              | 李大媽 李吉祥之母 汪子君之奶奶 一直在家鄉獲杜淑嫻照顧 因李吉祥與汪子君私奔，一病不起 哮喘病逝（第12集）                                                  |
| 利嘉兒 | 顧小媚             | 天津戈登咖啡室老闆娘 革命黨黨員 曾暗戀李吉祥 於第11集为了照顧汪子君而安排其在咖啡廳當侍應 顧大媽去世後結束戈登咖啡室，離開天津（第13集）                 |
| 陳 琪  | 杜淑嫻             | 李吉祥指腹為婚之未婚妻 後成全李吉祥與汪子君（第11集） |
| 陳文靜 | 杜麗瑾             | 汪子君、張莉之好友兼同學 李吉祥之學生 |
| 康 華  | 汪家璋             | 汪善琦、祝銀枝之女 汪毓麟同父異母之家姐 汪子君之姑媽 |
| 李岡龍 | 霍培良             | 汪家璋入贅之夫 汪善琦、祝銀枝之婿 范禮澤遠房親戚 汪子君之姑丈                                                                                            |
| 湯俊明 | 阿 安              | 鳳凰樓夥計 |
| 戴耀明 | 阿 全              | 鳳凰樓夥計 |
| 李啟傑 | 阿 廣              | 鳳凰樓夥計 |
| 杜大偉 | 阿 財              | 鳳凰樓夥計 |
| 鄭世豪 | 阿 源              | 鳳凰樓夥計 |
| 黎 宣  | 顧大媽             | 顧小媚之母 賣藤籃子為生 |
| 潘芷蕾 | 跳舞小姐           | |
| 胡麒豐 | 張莉男友           | 後成為張莉之丈夫（第13集） |
| 葉凱茵 | 詹芳芳             | 汪子君之同學 |
| 黎彼得 | 程禮謙             | 校長 |
| 羅天池 | 陳老師             | |
| 霍建邦 | 趙老師             | |
| 蔡倩薇 | 學 生              | |
| 周寶霖 | 學 生              | |
| 劉卓姿 | 學 生              | |
| 招石文 | 杜麗瑾之父         | |
| 蘇恩磁 | 杜麗瑾之母         | |
| 劉天龍 | 阿 富              | 車 伕 |
| 裘卓能 | 阿 貴              | 車 伕 |
| 蒲茗藍 | 阿 榮              | 車 伕 |
| 何俊軒 | 車 伕              | |
| 黃俊紳 | 車 伕              | |
| 張達倫 | 車 伕              | |
| 柯 嵐  | 車 伕              | |
| 柯 嵐  | 流 氓              | |
| 張智軒 | 流 氓              | 搗亂北京鳳凰樓 |
| 鍾建文 | 記 者              | |
| 詹秀君 | 記 者              | |
| 曾健明 | 神 父              | |
| 陸駿光 | 阿 忠              | 革命黨成员 |
| 甘子正 | 督軍手下           | |
| 陳智燊 | 北京婚姻註冊處職員 | |
| 黃文標 | 煤礦場管工         | |
| 陳勉良 | 炳 哥              | 礦工 |
| 何偉業 | 礦 工              | |
| 張國威 | 礦 工              | |
| 邵卓堯 | 礦 工              | |
| 何慶輝 | 礦 工              | |
| 傅劍虹 | 礦 工              | |
| 翟兆麟 | 礦 工              | |
| 趙敏通 | 惡警察             | |
| 黃梓瑋 | 親 屬              | |
| 黎秀英 | 同 鄉              | |
| 廖麗麗 | 同 鄉              | |
| 梁健平 | 關總理             | 醫院總理 顧小媚介紹他給李吉祥，實為垂涎顧小媚美色（第12集）                                                                                              |
| 賀文傑 | 警 官              | （第13集） |
| 楊鴻俊 | 軍 警              | |
| 趙樂賢 | 軍 警              | |
| 杜 港  | 軍 警              | |
| 寧 進  | 軍 警              | |
| 王基信 | 軍 警              | |
| 曾守明 | 副 官              | 范禮澤之下屬 |
| 卓 躒  | 士 兵              | |
| 陳建文 | 士 兵              | |
| 趙永洪 | 士 兵              | |
| 曾梓明 | 士 兵              | |
| 鄧永健 | 船 家              | 實為革命黨成员（第14集） |
| 譚小環 | 木村太太           | 日本富商木村先生之妻（第13-14集） 李吉祥之恩人兼老闆 |
| 林影紅 | 少帥府家僕         | |

### 六十年代末（1956年、1967年－1982年，第14-22集）
劇情概要 : 第三代的女主角白慧珍（佘詩曼飾）是第二代主角子君的外孫女。慧珍是個精明能幹，充滿活力的女人，不過其丈夫戴立仁（馬德鐘飾）偏偏就是個愛面子的大男人，立仁認為「男主外，女主內」，所以婚後不讓妻子出來工作。故事講述慧珍如何在機緣巧合下瞞著丈夫在外面一間公關公司工作。後來卻讓立仁發現，但陰差陽錯，慧珍成了立仁的上司。慧珍家庭事業兩兼顧，無理取鬧的立仁便帶領一班老婆奴的兄弟走私偷情，以宣示大男人的尊嚴。最後給太太團捉姦成功，那班男人個個投降，只有立仁聲大夾惡，慧珍忍無可忍之下決定離婚。就在此時，慧珍和立仁被公司派去接手做一個宣傳「鳳凰樓」的project，原來由北京移師來香港經營的「鳳凰樓」正面臨結業危機。「鳳凰樓」是慧珍太婆所開創的，期間易手。而慧珍跟立仁當年在暴動的時候一同衝入「鳳凰樓」躲避而結緣，所以慧珍對「鳳凰樓」特別有感情，為了挽救「鳳凰樓」，兩夫妻有機會重溫舊夢，亦令彼此認識更深。最後鳳凰樓逃不過結業的命運，但兩夫妻卻因而重修舊好。

#### 主要演员
| 演員   | 角色   | 暱稱／關係 |
| 佘詩曼 | 白慧珍 | Jenny 家庭主婦→為你好公關公司秘書→創作部職員→創作部主任 精通多國語言包括英語、印度語、國語、日語、法語等等 戴立仁之妻 魏瑜鳳之外曾孫女 汪子君、李吉祥之外孫女 戴思嘉之母 畢夏裘之下屬 於第14集六七暴動期間因被戴立仁挺身相救而與其成婚 於第15集為了減輕戴立仁的負擔，決定外出工作，並成為畢夏裘秘書，但對戴立仁隱瞞真相 於第16集提出以婦女角度拍攝廣告片而成功取得品牌推廣工作 於第17集因遇上悍匪械劫而被揭破外出工作的真相 於第19集成為戴立仁的上司，並擔任「日星之夜」歌唱比賽司儀，後因畢夏裘設計陷害而與戴立仁夫妻反目 於第22集在高大文手上重新接管鳳凰樓 於第22集與戴立仁簽離婚書，後和好復合，但在1989年於美國三藩市地震之中去世 |
| 馬德鐘 | 戴立仁 | 好極貿易推廣銷售主任→創作部主任助理 白慧珍之夫 魏瑜鳳之外曾孫女婿 汪子君、李吉祥之外孫女婿 戴思嘉之父 戴可兒之弟 於第14集六七暴動期間因救了白慧珍一命而與其成婚 於第17集揭破白慧珍外出工作 於第18集失業 於第19集成為白慧珍的下屬，並擔任「日星之夜」歌唱比賽司儀兼「日星俠」，後因畢夏裘設計陷害而與白慧珍夫妻反目 於第22集與白慧珍簽離婚書，後和好復合，但在1989年於美國三藩市地震之中去世 |

#### 其他演員
| 演員       | 角色             | 暱稱／關係 |
| 蔣志光     | 慕容超           | 無用超 呂瑛紅之夫 好極貿易公司總經理 戴立仁及劉廣之好友兼上司 極度懼怕妻子 |
| 劉曉彤     | 呂瑛紅           | 女魔頭 慕容超之妻 好極貿易公司董事長 慕容超、戴立仁及劉廣之上司 把「為你好公關公司」合併成姊妹公司（第18集） |
| 陳山聰     | 畢夏裘           | Henry，畢經理 為你好廣告公關公司總經理→廣告總監兼呂瑛紅之下屬（第19集開始） 跟「好極貿易有限公司」合併成姊妹公司（第18集） 白慧珍之上司 對白慧珍有好感，為了追求白慧珍而陷害戴立仁 後被揭發做假賬而遭開除（第22集） |
| 黃智賢     | 賈而堅           | 度縮堅 酒店經理 滕繼萍之夫 劉廣之表弟 戴立仁之友 |
| 邵傳勇     | 劉 廣            | 大隻廣 好極貿易公司之職員 錢智嫦之夫 戴立仁及慕容超之好友兼同事 呂瑛紅之下屬 賈而堅之表哥 戴宅之鄰居 |
| 李家聲     | 馬 虎            | 軍裝警察（第16集出現） 溫婉柔之夫 戴立仁之舊同學兼好友 |
| 袁潔儀     | 滕繼萍           | 騰雞萍 家庭主婦→成為電視廣告演員（第16集開始） 賈而堅之妻 劉廣之表弟婦 錢智嫦之表娣 「嫦萍姊妹花」成員 「日星之夜」歌唱比賽參賽者（第19集）                                                                         |
| 梁麗瑩     | 錢智嫦           | 家庭主婦→成為電視廣告演員（第16集開始） 劉廣之妻 賈而堅之表嫂 滕繼萍之表少奶 戴宅之鄰居 「嫦萍姊妹花」成員 「日星之夜」歌唱比賽參賽者（第19集）                                                                     |
| 馬蹄露     | 溫婉柔           | 大姐柔 馬虎之妻（第16集出現） |
| 魯振順     | 高大文           | Diamond Gold 鳳凰餐廳老闆 譚卿之夫（第22集） Laura之前男友（被拋棄） 在1983年後把鳳凰樓交託給白慧珍，跟妻子移民至大溪地（第22集）                                                                                   |
| 魯振順     | 高先生           | 高大文之祖父 從汪子君手上買得鳳凰樓 |
| 羅冠蘭     | 譚 卿            | 卿姐 順德人 汪子君在香港之家傭 在50-60年代成為白慧珍乾媽兼幫傭 1983年成為高大文之妻（第22集） 魯杏芬之姑媽 婚後跟高大文移民至大溪地（第22集）                                                                       |
| 余慕蓮     | 職 員            | |
| 林遠迎     | 職 員            | |
| 周家怡     | 職 員            | |
| 陳榮峻     | 職 員            | |
| 陸駿光     | 職 員            | |
| 雷 恩      | 職 員            | |
| 黃鳳       | 職 員            | |
| 黃芓晴     | 阿 蓮            | 新来的公司秘書（第14-15集） |
| 林影紅     | 林亞珍           | 打字王 好極有限公司之求職者（第14集） 正式成為女秘書（第17集開始） |
| 陳思齊     | Laura            | 鳳凰餐廳侍應生 高大文之僱員兼前女友 |
| 沈穎婷     | 魯杏芬           | 譚卿之姪女（第17集出現） 鳳凰餐廳侍應生 |
| 劉天龍     | 方 仔            | 鳳凰餐廳侍應生 魯杏芬之男友（第22集） |
| 魯文傑     | 阿 坤            | David 畢夏裘助手 |
| 何綺雲     | 職 員            | 秘書 |
| 張漢斌     | 職 員            | |
| 張潔蓮     | 職 員            | |
| 張莉莉     | 職 員            | |
| 伍濼文     | 餐廳職員         | |
| 張智軒     | 餐廳職員         | |
| 許文翹     | 餐廳職員         | |
|            | 鳳凰餐廳投訴食客 | （第20集） |
| 曾梓明     | 示威人士         | |
| 趙樂賢     | 示威人士         | |
| 甘子正     | 示威人士         | |
| 梁繪濠     | 新聞報導員       | |
| 李啟傑     | 新聞報導員       | （第19集） |
| 喬寶寶     | 亞 星            | 印度人 大廈管理員 |
| 羅泳嫻     | 陳小姐           | 好極投訴客人（第14集） |
|            | 速記王           | 好極有限公司之求職者（第14集） |
| 羅浩楷     | 校 長            | 人上人外語學院（第14集） |
|            | 毛先生           | 印度珠寶商人（第15集） 為你好廣告公司客戶 |
| 李成昌     | 馮老闆           | 日星牌日本代表老闆（第15、18集） |
| 曾建明     | 曹先生           | （第15集） |
| 陳狄克     | 大廈管理員       | 商業大廈（第15-16集） |
| 劉深宜     | 酒樓經理         | （第16集） |
| 趙永洪     | 假藥黨騙徒       | （第16集） |
| 傅劍虹     | 假藥黨騙徒       | （第16集） |
| 蕭徽勇     | 垃圾蟲           | 70年代「清潔香港運動」之宣傳物（第16集） |
|            | 三 姐            | 譚卿之友（第17集） |
| 黃文標     | 銀行劫匪         | （第17集） |
|            | 督 察            | （第17集） |
| 布偉傑     | 洋人總督察       | （第17集） |
|            | 佐藤先生         | 日本日星牌廠商（第17集） |
| 李鴻傑     | 嚴 柱            | 商人（第18集） 城中著名色鬼 |
| 曾慧雲     | 闊 太            | 曾經整容（第18集） |
| 蘇恩磁     | 闊 太            | （第18集） |
| 陳錫江     | 老 伯            | 公園下棋老伯（第18-19集） |
| 趙敏通     | 外賣仔           | （第19集） |
| 梁珈穎     | 大學生           | 被畢夏裘收買陷害戴立仁（第19集） |
| 寧 進      | 電視台工作人員   | （第19集） |
|            | 長洲婆婆         | 被畢夏裘收買陷害戴立仁（第19、22集） |
|            | 古 日            | 情歌王子 著名男歌手 「日星之夜」歌唱比賽評判（第19集） |
| 招石文     | 白 海            | 著名作曲家 「日星之夜」歌唱比賽評判（第19集） |
| Joe Junior |                  | 「日星之夜」歌唱比賽參賽者（第19集） |
|            | 盧婉芬           | 「日星之夜」歌唱比賽參賽者（第19集） |
|            | 馬 基            | 「日星之夜」歌唱比賽參賽者（第19集） |
| 盧永匡     | 扒 手            | （第20集） |
| 彭冠中     | 酒吧客人         | （第20集） |
| 何俊軒     | 酒吧客人         | （第20集） |
| 鄺佐輝     | 醫 生            | （第20集） |
| 詹秀君     | 護 士            | （第20集） |
| 何偉業     | 黑幫甲           | （第20集） |
| 楊證樺     | 黑幫乙           | （第20集） |
| 羅天池     | 黑幫丙           | （第20集） |
| 陳勉良     | 豆 丁            | 流氓（第20集） |
| 子明       | 潮州仔           | 流氓（第20集） |
| 鍾 煌      | 兔女郎           | （第20集） |
| 周寶霖     | 兔女郎           | （第20集） |
| 劉卓姿     | 兔女郎           | （第20集） |
| 蔡倩薇     | 兔女郎           | （第20集） |
| 黎秀英     | 瑛 姐            | 酒店清潔工人（第20-21集） |
| 楊英偉     | 馬虎之上司       | （第21集） |
| 賀文傑     | 飛仔甲           | 豆丁及潮州仔之手下（第21集） |
| 何慶輝     | 飛仔乙           | 豆丁及潮州仔之手下（第21集） |
| 楊鴻俊     | 記者甲           | （第21-22集） |
| 夏竹欣     | 記者乙           | （第21-22集） |
| 游 飇      | 大口強           | 模特兒（賣淫）集團之馬伕（第21集） 被畢夏裘收買陷害戴立仁 |
| 林敏儀     | 雜誌記者         | 被戴立仁收買來聲東擊西（第21集） |
| 鍾建文     | 攝影師           | 被戴立仁收買來聲東擊西（第21集） |
| 鄭家生     | 遊艇船主         | 被畢夏裘收買（第21-22集） |
| 沈可欣     | Si Si            | 實為妓女（第21-22集） 為大口強所屬的賣淫集團所操控 被畢夏裘收買陷害戴立仁 |
| 曾詠琳     | 模特兒           | 實為操英語的妓女（第21集） 為大口強所屬的賣淫集團所操控 被畢夏裘收買 |
| 謝珊珊     | 模特兒           | 實為操英語的妓女（第21集） 為大口強所屬的賣淫集團所操控 被畢夏裘收買 |
| 謝兆韵     | 模特兒           | 實為操英語的妓女（第21集） 為大口強所屬的賣淫集團所操控 被畢夏裘收買 |
| 黃卓慧     | 模特兒           | 實為操英語的妓女（第21集） 為大口強所屬的賣淫集團所操控 被畢夏裘收買 |
| 胡麒豐     | 便衣探員         | （第21集） |
| 鄭健樂     | 網球教練         | （第21集） |
| 何啟南     | 王正大           | Steve 「王正大律師事務所」老闆（第22集） 處理戴立仁及白慧珍離婚案之律師 |
| 羅君左     | 唯 明            | 美食評論家（第22集） |

### 現代（2003年12月31日－2006年2月14日，第22-30集）
劇情概要 : 女主角戴思嘉（佘詩曼飾）是個啤酒妹，性格獨立自我，感情生活開放但是有底線。同時下大部分年青人一樣，思嘉對婚姻抗拒，至於男主角方家安（馬德鐘飾），就是個要求嚴謹的會計師，做事按部就班有計劃，兩個性格南轅北轍的人邂逅相戀，接著同居。因為大家對婚姻有不同理解同期望，結果和平分手。分手之後的思嘉，人成熟了，拿出曾太婆流傳下來的食譜秘密練兵，四處找人投資重開「鳳凰樓」。期間遇上一些挑戰，幸好得家安幫手，「鳳凰樓」的金漆招牌才可以保得住。

#### 主要演员
| 演員   | 角色   | 暱稱／關係 |
| 佘詩曼 | 戴思嘉 | 啤酒妹 啤酒推銷員→鳳凰樓私房菜老闆娘 方家安之同居女友 魏瑜鳳之外玄孫女 汪子君之外曾孫女 戴立仁及白慧珍之女 戴寶之母 蕭玉貞之好友兼屋友 尚一吉、何保泰之前女友 于第24集与方家安接吻 於第25集与方家安展開同居生活 於第26集因主動找前度男友尚一吉傾訴而惹來方家安誤會有染，後分手 於第27集發覺尚一吉是雙性戀者，後互相開解安慰 於第28集決定重開「鳳凰樓」 於第28集發現自己意外懷孕 於第29集決定將鳳凰樓以私房菜方式發展，並更名為「鳳凰樓私房菜」 於第29集誕下戴寶 於第30集以「鳳凰樓」助理身份協助尚一吉參賽成功勝出，後與方家安和好，最終成功復合 |
| 馬德鐘 | 方家安 | K.O.、神童安 信捷會計師事務所之會計師→自設會計事務所兼成為老闆 戴思嘉之同居男友 戴寶之父 Ray Pang之徒弟 林向欣之前未婚夫 于第24集与戴思嘉接吻 於第25集与戴思嘉展開同居生活 於第26集誤會戴思嘉與尚一吉有染，後分手 於第28集決定去上海發展 於第29集得知戴思嘉未有結婚及戴寶是親生子的真相，後與戴思嘉爭奪撫養權 於第30集與戴思嘉和好，後成功復合 |

#### 其他演員
| 演員   | 角色                                        | 暱稱／關係 |
| 陳鍵鋒 | 尚一吉                                      | 鳳凰樓私房菜廚師 雙性戀者 戴思嘉之好姊妹、屋友兼舊男友 對方家安有好感 懂說法語、英語 鳳凰樓代表大廚 於第27集與戴思嘉互相開解安慰，後與Joe分手 於第28集榮獲法國廚藝比賽季軍 於第29集成为戴寶之乾爸 於第30集代表「鳳凰樓」參賽，最終榮升第八屆亞洲廚神 |
| 王合喜 | 鄧 鵬                                       | 鵬鵬 Fire Bar老闆 方家安之好友 鳳凰樓私房菜餐廳股東之一 於第23集作方家安之伴郎 於第30集成为蕭玉貞之夫 |
| 姚樂怡 | 蕭玉貞                                      | 蒲貞 啤酒推銷員 戴思嘉之好友兼屋友 Albert、Edwin前女友 於第23集作戴思嘉之伴娘 於第29集成为戴寶之乾媽及鳳凰樓私房菜餐廳股東 於第30集成为鄧鵬之妻 |
| 盧宛茵 | 戴可兒                                      | 亞伯殺手 家庭主婦 鄒鼎昌之妻（第27集離婚） 戴思嘉之姑媽 戴立仁之姊 鄒楚杰及鄒楚娟之母 鳳凰樓私房菜餐廳股東 發現鄒鼎昌養小老婆（第25集） 街坊福利會之義工（第27集開始）                                                                               |
| 郭德信 | 鄒鼎昌                                      | 教師→離響及被裁員後，便利店職員 戴可兒之夫（第27集離婚） 戴思嘉之姑丈 戴立仁之姊夫 鄒楚杰及鄒楚娟之父 |
| 羅君左 | 鄒楚                                        | 律師 鄒鼎昌及戴可兒之長子 戴思嘉之表哥 白小琴之男友（第30集） 鳳凰樓私房菜餐廳股東 發現鄒鼎昌養小老婆(第25集) 辦理鄒鼎昌及戴可兒離婚案之律師（第27集）                                                                                               |
| 朱婉儀 | 鄒楚娟                                      | 視學官 鄒鼎昌及戴可兒之幼女 戴思嘉之表姐 Chris之前女友 鳳凰樓私房菜餐廳股東 發現鄒鼎昌養小老婆（第25集） |
| 程可為 | 邱鴻雪                                      | Jane 方家安之母 戴寶之祖母 跟方家安合作「中國流動上市」企劃 |
|        | 戴 寶                                       | 魏瑜鳳之外來孫 汪子君之外玄孫 戴立仁、白慧珍之外孫 方家安、戴思嘉之子 邱鴻雪之孫 蕭玉貞及尚一吉之乾兒子 2004年12月31日出生（第29集） |
| 伍慧珊 | 林向欣                                      | 方家安之行政秘書（第26-28集） 上海公關公司工作（第28集） 將在加拿大跟Richard結婚（第29集） 方家安之前未婚妻 2003年12月31日悔婚（第23集） 亞Man之情人，後於第26集前分手 周大班及Uncle Steven之世姪女                                                  |
| 駱應鈞 | Ray Pang                                    | 信捷會計師事務所合伙人 方家安之師傅 |
| 葉凱茵 | 蘇 菲                                       | Sophie 方家安之秘書 |
| 張達倫 | 亞 Man                                      | 婚紗攝影師（第22-23集） 令林向欣悔婚之情人，後分手 |
| 蘇麗明 | 婚紗店店員                                  | （第22-23集） |
| 李鴻傑 | 朱先生                                      | A&A公司老闆 信捷會計師事務所之客戶（第23集） |
| 陳文靜 | Dicky之新女友                               | 接待員（第23集） |
| 陳文靜 | 新 娘                                       | （第30集） |
| 郭卓樺 | 食客                                        | （第23集） |
| 郭卓樺 | 大 偈                                       | （第27集） |
| 曾守明 | 大排檔老闆                                  | （第23集） |
|        | 汪 總                                       | 信捷客戶（第23集） |
| 杜 港  | 成 哥                                       | 大排檔食客（第23集） |
| 杜 港  | 激勵講座之觀眾                              | （第27集） |
| 沈可欣 | 老 師                                       | 鄒鼎昌之同事 |
| 張漢斌 | 張 Sir                                      | 鄒鼎昌之同事 |
| 魏惠文 | 李 Sir                                      | 鄒鼎昌之同事 |
| 張智軒 | Chris                                       | 鄒楚娟前男友（第24集） |
|        | Frankie                                     | 信捷會計師事務所之大客戶（第24集） |
| 黃先生 | 飲食界鉅子（第28集） 打算作「鳳凰樓」投資者 | |
| 楊瑞麟 | Benny                                       | 信捷會計師事務所職員 |
| 陸駿光 | Andrew                                      | 信捷會計師事務所職員 |
| 潘冠霖 | Pinkty                                      | 信捷會計師事務所職員 |
| 徐 榮  | Sam                                         | 信捷會計師事務所職員 |
| 楊鴻俊 | 同 事                                       | 信捷會計師事務所職員 |
| 賀文傑 | 同 事                                       | 信捷會計師事務所職員 |
| 雷 恩  | 同 事                                       | 信捷會計師事務所職員 |
| 張潔蓮 | 同 事                                       | 信捷會計師事務所職員 |
| 李天翔 | Dicky Lee                                   | 職員 戴思嘉前男友 因串謀Vincent欲私自搶去上海大客戶，事敗後遭開除 |
| 楊英偉 | Vincent                                     | 職員 因串謀Dicky欲私自搶去上海大客戶，事敗後遭開除 |
| 劉天龍 | 男 友                                       | 在便利店吵架（第24集） |
| 夏竹欣 | 女 友                                       | 在便利店吵架（第24集） |
| 許明志 | 街 坊                                       | （第24集） |
| 黃鳳   | 街 坊                                       | （第24集） |
| 何慶輝 | 酒會貴賓                                    | （第24集） |
| 梁珈詠 | 酒會貴賓                                    | （第24集） |
| 詹秀君 | 酒會貴賓                                    | （第24集） |
| 裘卓能 | 酒會貴賓                                    | （第24集） |
| 林佳蓉 | 鄒楚杰之女伴                                  | （第25集） |
| 林佳蓉 | 記 者                                       | （第29集） |
| 張松枝 | Albert Lui                                  | 蕭玉貞之前男友（第25、27集） 已婚 在第28集告訴蕭玉貞自己是愛滋病患者 |
| 伍濼文 | Albert Lui新女友                            | （第25集） |
| 曾健明 | 張醫師                                      | 中醫師（第25集） |
| 寧 進  | Fire Bar職員                                | |
| 湯俊明 | Fire Bar職員                                | |
| 黃樂兒 | Fire Bar職員                                | |
| 李彩寧 | Cathy                                       | 啤酒推銷員 |
| 岑寶兒 | Ada                                         | 啤酒推銷員 |
| 張雪芹 | 啤酒推銷員                                  | |
| 殷 櫻  | 啤酒推銷員                                  | |
| 楊敏希 | 啤酒推銷員                                  | |
| 麥子樂 | 阿 通                                       | 蕭玉貞之友（第23、25、28集） Fire Bar酒客 |
| 胡麒豐 | 阿 風                                       | 蕭玉貞之友（第23、25、28集） Fire Bar酒客 |
| 趙敏通 | 蕭玉貞之友                                  | Fire Bar酒客（第23、25、28集） |
| 魯文傑 | 酒 客                                       | （第26、28集） |
| 謝兆韻 | 酒 客                                       | （第28集） |
| 曾琬莎 | 酒 客                                       | （第28集） |
| 吳幸美 | 酒 客                                       | （第28集） |
| 盧永匡 | 蕭玉貞之友                                  | （第23、25集） |
| 盧永匡 | 便衣警員                                    | （第28集） |
| 諾 思  | 蕭玉貞之友                                  | （第23、25集） |
| 曾玉娟 | 鄒鼎昌之小老婆                              | 跟兒子住在深圳（第25-26集） |
|        | B 仔                                        | 鄒鼎昌之私生子（第26集） 後來發現B仔之父是另有他人（第30集） |
|        | 李先生                                      | 信捷會計師事務所之大客戶（第26集） |
| 周寶霖 | 服飾店店員                                  | （第26集） |
| 鄭健樂 | Edwin                                       | 鄧鵬之表姊夫 蕭玉貞前男友之一（第26集） |
| 鄭家生 | 成 哥                                       | 大排檔食客 跟方家安猜小蜜蜂拳（第26集） |
| 朱維德 | 周大班                                      | Unclc Chow 置業銀行董事長（第26集） 林向欣之世叔伯 |
| 凌禮文 | 街 坊                                       | （第26集） |
| 何俊軒 | Nelson                                      | Howard之友（第27集） |
| 何俊軒 | 酒會貴賓                                    | （第29集） |
| 何啟南 | Howard                                      | 信捷會計師事務所之客戶（第27集） 喜歡駕摩托車賽車 |
| 蒲茗藍 | Howard之手下                                | （第27集） |
| 傅劍虹 | Joe                                         | 尚一吉之同性戀戀人（已分手）（第27集） |
| 林淑敏 | Albert Lui之妻                              | （第27集） |
| 招石文 | 菜檔老闆                                    | （第24、27-28集） |
| 曾慧雲 | 菜檔老闆娘                                  | （第27-28集） |
| 劉卓姿 | 社 工                                       | 街坊福利會（第27集） |
| 陳榮峻 | 謝 全                                       | 謝Sir 街坊福利會耆英書法小組之導師（第27-28集） 對戴可兒有好感 |
| 孫季卿 | 陳 伯                                       | 街坊福利會之街坊（第27-28集） 戴可兒有好感 |
| 李海生 | 何 伯                                       | 街坊福利會之街坊（第27-28集） 戴可兒有好感 |
| 李麗麗 | 李 姐                                       | 戴可兒之街坊（第27-28集） |
| 蘇恩磁 | 師 奶                                       | 戴可兒之街坊（第27-28集） |
| 劉桂芳 | 師 奶                                       | 戴可兒之街坊（第27-28集） |
| 劉桂芳 | 白小琴                                      | 鄒楚杰之女友（第30集） |
| 鄭子誠 | 何保泰                                      | 激勵大師、泰哥、何博士 戴思嘉前男友（第27-28集） 復興「鳳凰樓」計劃之發起者 |
| 黃淑怡 | 激勵講座之觀眾                              | （第27集） |
| 鄭世豪 | 激勵講座之觀眾                              | （第27集） |
| 鄭世豪 | 記 者                                       | （第29集） |
| 嘉 浚  | 路人                                        | （第27集） |
| 陳念君 | 路人                                        | （第27集） |
| 卓 躒  | 路人                                        | （第27集） |
| 陳富希 | 路人                                        | （第27集） |
| 朱麗賢 | 路人                                        | （第27集） |
| 翟兆麟 | 路人                                        | （第27集） |
| 張貝茜 | 路人                                        | （第27集） |
| 張貝茜 | 護 士                                       | （第29集） |
|        | 張先生                                      | 飲食界鉅子（第28集） 打算作「鳳凰樓」投資者 |
| 江梓瑋 | 便衣警員                                    | （第28集） |
| 黃梓瑋 | 師 奶                                       | （第28集） |
| 鍾 煌  | 記 者                                       | （第28集） |
| 張笑千 | 記 者                                       | （第28集） |
| 鄧永健 | 記 者                                       | （第28集） |
| 謝珊珊 | 記 者                                       | （第28集） |
| 余子明 | 陳先生                                      | 打算作「鳳凰樓」投資者（第28集） |
| 戴耀明 | 阿 奇                                       | 職員 懂說法語 |
| 楊證樺 | 阿 盛                                       | 職員 |
| 黃俊紳 | 阿 俊                                       | 職員 |
| 黃卓慧 | 孕妇                                        | （第28集） |
| 柯 嵐  | 商業罪案調查科警員                          | （第28集） |
| 蔡謙述 | 商業罪案調查科警員                          | （第28集） |
| 彭冠中 | 醫生                                        | （第28集） |
| 李啟傑 | 醫生                                        | （第28集） |
| 簡慕華 | 護士                                        | （第28集） |
| 林敏儀 | 護士                                        | （第28集） |
| 鍾建文 | 麻醉醫師                                    | （第28集） |
| 甘子正 | 地產經紀                                    | （第29集） |
| 黎銘諾 | 助 理                                       | （第29集） |
|        | 嬰兒服裝店店員                              | （第29集） |
| 王維德 | 婦產科醫生                                  | （第29集） |
| 高俊文 | 酒會貴賓                                    | （第29集） |
| 劉一龍 | 張 總                                       | 方家安之客戶（第29集） |
| 華忠男 | 美食評論家                                  | （第29集） |
| 羅天池 | 水喉勇                                      | 鄧鵬介紹的水喉與廁所修理員（第29集） |
| 溫裕紅 | 司 儀                                       | （第30集） |
| 李文基 | 李文基                                      | 基哥 第七屆亞洲廚神兼第八屆評判（第30集） |
| 邵卓堯 | 亞洲廚神大賽評判                            | （第30集） |
| 梁健平 | 御皇樓代表大廚                              | 廚神總決賽參賽者（第30集） |
| 陳建文 | 御皇樓助理                                  | （第30集） |
| 鄺佐輝 | 永香樓代表大廚師                            | 廚神總決賽參賽者（第30集） |
| 杜大偉 | 永香樓助理                                  | （第30集） |
| 李健勇 | 便利店扒手                                  | （第30集） 曾是鄒鼎昌之學生 |
| 張國威 | 新 郎                                       | （第30集） |
| 蕭徽勇 | 鄒楚娟之男友                                | （第30集） |
| 河國榮 | 神 父                                       | （第30集） |

## 主題曲
片頭曲《蝶變》和片尾曲《禁戀》均由佘詩曼唱出。片頭曲裏加插了劇中的獨白。歌曲開始第一句「既然上天注定我們有緣無分，那我們就要認命」出自第一個故事（清末），是魏瑜鳳被逼下嫁汪毓麟時勸青梅竹馬、兩情相悅的余賜放手時講的。第二句「是你教我的，不要屈服在傳統禮教之下，要思想開放，大膽革新」出自第二個故事（五四時代），是汪子君在說服男老師李吉祥接受對彼此的愛時所講的。第三句「所以我任何時候都說，做女人好」出自第三個故事（六十年代末），是戴立仁在對白慧珍抱怨工作辛苦時所講的。第四句「結婚？傻仔才結婚」出自第四個故事（現代），是戴思嘉在婚紗店挑選「婚紗照」時嘲諷同場即將成為新郎的方家安而講的。
片頭曲以獨白「你要記住，能夠遇上自己喜歡的人是一件最幸福的事，所以你一定要好好珍惜。無論遇到甚麼問題都不要輕易放棄，只要你愛他，就甚麼問題都可以解決」作終結。此句出自五四時代及六十年代末故事的交接，年老的汪子君感懷身世而對年幼的白慧珍所講的。

## 獎項
| 年度 | 頒獎典禮                          | 獎項                       | 入圍者       | 結果 |
| ---- | --------------------------------- | -------------------------- | ------------ | ---- |
| 2006 | 萬千星輝頒獎典禮2006              | 最佳女主角                 | 佘詩曼       | 獲獎 |
| 2006 | 萬千星輝頒獎典禮2006              | 我最喜愛的電視女角色       | 佘詩曼       | 獲獎 |
| 2006 | 萬千星輝頒獎典禮2006              | 最佳劇集                   | 最佳劇集     | 提名 |
| 2006 | 萬千星輝頒獎典禮2006              | 最佳男主角                 | 馬德鐘       | 提名 |
| 2006 | 萬千星輝頒獎典禮2006              | 我最喜愛的電視男角色       | 馬德鐘       | 提名 |
| 2006 | 萬千星輝頒獎典禮2006              | 最佳男配角                 | 陳鍵鋒       | 提名 |
| 2006 | 萬千星輝頒獎典禮2006              | 最佳女配角                 | 商天娥       | 提名 |
| 2006 | 萬千星輝頒獎典禮2006              | 飛躍進步男藝員             | 陳鍵鋒       | 提名 |
| 2006 | 萬千星輝頒獎典禮2006              | 最佳宣傳片                 | 最佳宣傳片   | 提名 |
| 2006 | 演藝家年獎2006                    | 我最喜愛女電視藝員（金獎） | 佘詩曼       | 獲獎 |
| 2006 | 演藝家年獎2006                    | 我最喜愛樂壇新人（銅獎）   | 佘詩曼       | 獲獎 |
| 2006 | 中國劇中國造·第二屆電視劇風雲盛典 | 香港最受歡迎女演員         | 佘詩曼       | 獲獎 |
| 2007 | 壹電視大獎2007                    | 十大電視節目               | 十大電視節目 | 獲獎 |
| 2007 | 壹電視大獎2007                    | 十大電視藝人               | 佘詩曼       | 獲獎 |
| 2008 | Astro華麗台電視劇大獎2008         | 我的至愛男主角             | 馬德鐘       | 提名 |
| 2008 | Astro華麗台電視劇大獎2008         | 我的至愛角色               | 馬德鐘       | 獲獎 |
| 2008 | 第5屆南方盛典頒獎禮               | 最受歡迎港台女演員         | 佘詩曼       | 獲獎 |

## 收視

### 香港收视
以下為該劇於香港無綫電視翡翠台之收視紀錄：
| 週次 | 集數  | 日期                  | 平均收視 | 最高收視 | 百分比 |
| ---- | ----- | --------------------- | -------- | -------- | ------ |
| 1    | 1—5   | 2006年8月28日-9月1日  | 32點     | 35點     | 90%    |
| 2    | 6—10  | 2006年9月4日-9月8日   | 34點     | 37點     | 91%    |
| 3    | 11—15 | 2006年9月11日-9月15日 | 34點     | 37點     | 91%    |
| 4    | 16—20 | 2006年9月18日-9月22日 | 32點     | 35點     | 90%    |
| 5    | 21—25 | 2006年9月25日-9月29日 | 30點     | 33點     | 88%    |
| 6    | 26—30 | 2006年10月2日-10月6日 | 29點     | 33點     | 88%    |
| 全劇 | 全劇  | 全劇                  | 32點     | 37點     |        |

### 广州收视
| 集数  | CSM   | 集数  | AGB省网 | AGB市网 | AGB合计 |
| ----- | ----- | ----- | ------- | ------- | ------- |
| 1-4   | 19.6  | 1-5   | 8.4     | 9       | 17.4    |
| 5-25  | 18.7  | 6-10  | 7.6     | 8.7     | 16.3    |
| 26-30 | 18.47 | 11-15 |         |         |         |
|       |       | 16-20 |         |         |         |
|       |       | 21-25 |         |         |         |
|       |       | 26-30 | 6.5     | 8       | 14.5    |

## 外部連結
- 無綫電視官方網頁 - 鳳凰四重奏
- 豆瓣电影上《鳳凰四重奏》的資料 （简体中文）

## 作品的變遷
| 高朋滿座 2006年4月10日-2007年3月10日 |                                                     |                              |
| 上一套： 神鵰俠侶 -8月27日           | 翡翠台第二綫劇集（2006） 鳳凰四重奏 8月28日-10月6日 | 下一套： 樓住有情人 10月9日- |
| 刑事情報科 -9月8日                   | 翡翠台第二綫劇集（2006） 鳳凰四重奏 8月28日-10月6日 | 滙通天下 9月11日-            |

| 翡翠台中午劇集時段 星期一至五 11:45-12:45 | 翡翠台中午劇集時段 星期一至五 11:45-12:45 | 翡翠台中午劇集時段 星期一至五 11:45-12:45 |
| ----------------------------------------- | ----------------------------------------- | ----------------------------------------- |
|                                           | 鳳凰四重奏 （2010.01.04 - 2010.02.12）    |                                           |
| 金裝四大才子 （2009.10.06 - 2009.12.18）  | 錦繡良緣 （2010.02.17 - 2010.03.17）      |                                           |

| 香港、 马来西亚 千禧经典台 星期一至五 07:00-09:00（香港时间） · 07:04-09:04（马来西亚时间）（两集连播） · 5月25日及6月15日仅播一集 | 香港、 马来西亚 千禧经典台 星期一至五 07:00-09:00（香港时间） · 07:04-09:04（马来西亚时间）（两集连播） · 5月25日及6月15日仅播一集 | 香港、 马来西亚 千禧经典台 星期一至五 07:00-09:00（香港时间） · 07:04-09:04（马来西亚时间）（两集连播） · 5月25日及6月15日仅播一集 |
| --- | --- | --- |
| | 前世今生：鳳凰四重奏 （2023年5月25日 - 2023年6月15日）                                                                             | |
| 轉世驚情 （2023年5月11日 - 2023年5月25日）                                                                                         | 流金歲月 （2023年6月15日 - 2023年7月17日）                                                                                         | |